# Dołna Kruszica
Dołna Kruszica (bułg. Долна Крушица) – wieś w Bułgarii, w obwodzie Błagojewgrad, w gminie Petricz. Według danych szacunkowych Ujednoliconego Systemu Ewidencji Ludności oraz Usług Administracyjnych dla Ludności, 15 czerwca 2020 roku miejscowość liczyła 162 mieszkańców.

## Osoby związane z miejscowością

### Urodzeni
- Christo Trenczew – bułgarski czetnik Miładina Trenczewa[2]
- Miładin Trenczew – bułgarski rewolucjonista